# Dylan Levitt
Dylan Levitt (Bodelwyddan, Gales, Reino Unido, 17 de noviembre de 2000) es un futbolista británico que juega en la demarcación de centrocampista para el Hibernian F. C. de la Scottish Premiership.

## Biografía
Tras formarse en las filas inferiores del Manchester United F. C., finalmente en la temporada 2019-20 hizo su debut con el primer equipo el 28 de noviembre en un encuentro de la Liga Europa de la UEFA contra el F. C. Astana, llegando a disputar la totalidad de los noventa minutos en un encuentro que ganó el Astana por 2-1.
El 8 de septiembre de 2020 fue cedido por una temporada al Charlton Athletic F. C. Tras cuatro meses en los que disputó cinco encuentros, el préstamo se canceló y regresó al equipo mancuniano para posteriormente marcharse al N. K. Istra 1961. En agosto de 2021 fue el Dundee United F. C. quien logró su cesión para toda la campaña. Se acabó quedando una vez esta terminó después de que ambos clubes llegaran a un acuerdo para su traspaso. Siguió un año más antes de irse al Hibernian F. C.

## Selección nacional
El 3 de septiembre de 2020 hizo su debut con la selección absoluta de Gales en el encuentro de la Liga de Naciones de la UEFA 2020-21 ante Finlandia que el conjunto británico venció por 0-1.

## Estadísticas

### Clubes
Actualizado de acuerdo al último partido jugado el 17 de mayo de 2025.
| Club | Div.          | Temporada     | Liga(1) | Liga(1) | Copas nacionales(2) | Copas nacionales(2) | Torneos internacionales(3) | Torneos internacionales(3) | Total | Total |
| Club | Div.          | Temporada     | Part.   | Goles   | Part.               | Goles               | Part.                      | Goles                      | Part. | Goles |
| --- | ------------- | ------------- | ------- | ------- | ------------------- | ------------------- | -------------------------- | -------------------------- | ----- | ----- |
| Manchester United F. C. Inglaterra | 1.ª           | 2019-20       | 0       | 0       | 0                   | 0                   | 1                          | 0                          | 1     | 0     |
| Manchester United F. C. Inglaterra | 1.ª           | 2020-21       | 0       | 0       | 0                   | 0                   | 0                          | 0                          | 0     | 0     |
| Manchester United F. C. Inglaterra | Total club    | Total club    | 0       | 0       | 0                   | 0                   | 1                          | 0                          | 1     | 0     |
| Charlton Athletic F. C. Inglaterra | 3.ª           | 2020-21       | 3       | 0       | 2                   | 0                   | —                          | —                          | 5     | 0     |
| Charlton Athletic F. C. Inglaterra | Total club    | Total club    | 3       | 0       | 2                   | 0                   | 0                          | 0                          | 5     | 0     |
| N. K. Istra 1961 · Croacia | 1.ª           | 2020-21       | 7       | 0       | 2                   | 0                   | —                          | —                          | 9     | 0     |
| N. K. Istra 1961 · Croacia | Total club    | Total club    | 7       | 0       | 2                   | 0                   | 0                          | 0                          | 9     | 0     |
| Dundee United F. C. Escocia | 1.ª           | 2021-22       | 25      | 5       | 4                   | 1                   | —                          | —                          | 29    | 6     |
| Dundee United F. C. Escocia | 1.ª           | 2022-23       | 27      | 5       | 4                   | 0                   | 2                          | 0                          | 33    | 5     |
| Dundee United F. C. Escocia | Total club    | Total club    | 52      | 10      | 8                   | 1                   | 2                          | 0                          | 62    | 11    |
| Hibernian F. C. Escocia | 1.ª           | 2023-24       | 28      | 2       | 4                   | 0                   | 4                          | 0                          | 36    | 2     |
| Hibernian F. C. Escocia | 1.ª           | 2024-25       | 19      | 2       | 7                   | 1                   | —                          | —                          | 26    | 3     |
| Hibernian F. C. Escocia | Total club    | Total club    | 47      | 4       | 11                  | 1                   | 4                          | 0                          | 62    | 5     |
| Total carrera | Total carrera | Total carrera | 109     | 14      | 23                  | 2                   | 7                          | 0                          | 139   | 16    |
| (1)Incluidos los datos de la Premier League (2018-act.) y E. F. L. League One (2020-21) (2)Incluidos los datos de la FA Cup (2018-act.), Copa de la Liga de Inglaterra (2020-act.), Copa de Croacia (2020-21) y Copa de la Liga de Escocia (2021-act.) (3)Incluidos los datos de la Liga de Campeones de la UEFA (2018-19), Liga Europa de la UEFA (2019-20) y Liga Europa Conferencia de la UEFA (2022-23) |               |               |         |         |                     |                     |                            |                            |       |       |